# Michel Noël et le Capitaine Bonhomme
Albums de Capitaine Bonhomme
Le Capitaine Bonhomme
(1971)
Michel Noël et le Capitaine Bonhomme est un album de contes et de chansons de Michel Noël, commercialisé en 1981.
Le Capitaine Bonhomme est un personnage des séries télévisées québécoises pour enfants Le Zoo du Capitaine Bonhomme et Le Cirque du Capitaine.

## Titres
| 1. | Syracuse                     | Michel Noël                        | 2:45 |
| 2. | Les bonhommes                | Michel Noël                        | 3:43 |
| 3. | Il suffirait de presque rien | Gérard Bourgeois, Jean-Max Rivière | 2:44 |
| 4. | Rue St-Denis                 | Michel Noël                        | 3:21 |
| 5. | Ma Norvège                   | Michel Noël                        | 2:15 |

| 6. | Pizzhaiti pour Mars | Michel Noël | 35:12 |

## Crédits
- Arr. : Orchestre Daniel Hétu
- Production : Daniel Hétu
- Réalisation : Les Disques Visa inc.
- Illustration : Claude Brie
- Photographie : Daniel Poulin
- Promotion : Les Productions Gilbert Morin inc.
- Distribution : Trans-Canada Disques, une division du groupe Québécor inc.
- Comédiens :
  - Oncle Pierre : Désiré Aerts
  - Don Alfredo : Robert Desroches
  - Mlle Ti-Oiseaux : Clairette
  - Prince Rama : Denis Brossard
  - Mephisto : Désiré Aerts